# Louis-Ernest Barrias

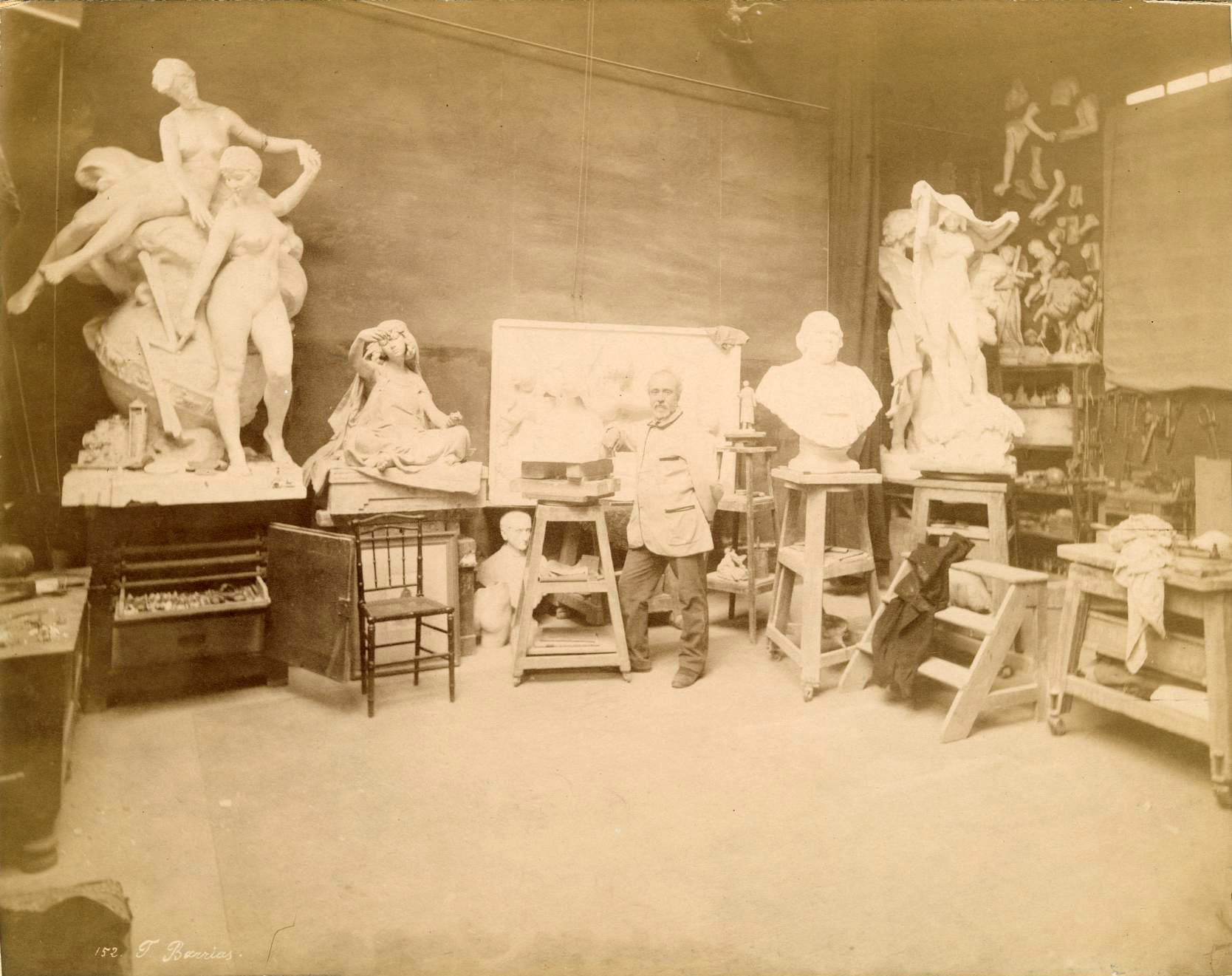
Louis-Ernest Barrias i sin ateljé i Paris.

Louis-Ernest Barrias, född 13 april 1841 i Paris, död 4 februari 1905, var en fransk skulptör. Han var bror till Félix-Joseph Barrias.
Louis-Ernest Barrias vann Rompriset 1865. Han skapade bland annat marmorgrupperna Spartacus ed i Tuilerieträdgården i Paris och Den första begravningen (Adam och Eva med Abels lik).